# Tempo di regali
Tempo di regali (A Time of Gifts) è un libro di viaggio dell’autore inglese Patrick Leigh Fermor.

## Tema
Pubblicato dall'Editore John Murray nel 1977, quando l’autore aveva 62 anni, è un resoconto sull'avventura intrapresa a soli 18 anni, fra il dicembre 1933 e il 1934. Prima parte di un viaggio a piedi attraverso l’Europa da Hoek von Holland fino a Costantinopoli, è considerato oggi un classico della letteratura di viaggio. William Dalrymple lo ha giudicato «un sublime capolavoro».
Tempo di regali, la cui introduzione consiste in una lettera indirizzata al suo compagno in tempi di guerra Xan Fielding, è la prima parte di quella che sarebbe divenuta alla fine una trilogia, che riporta il viaggio compiuto da Leigh Fermor dai Paesi Bassi fino al medio corso del Danubio negli anni Trenta. Il secondo volume, Fra i boschi e l’acqua (1986), inizia con l’attraversamento da parte di Fermor del ponte Maria Valeria posto tra Cecoslovacchia e Ungheria, terminando col suo arrivo alle Porte di Ferro dove il Danubio segna il confine tra l'allora Regno di Yugoslavia e la Romania. Il terzo volume, La strada interrotta, racchiude l’ultima parte del viaggio fino a Costantinopoli, pubblicato incompleto e postumo nel 2013 col contributo di Artemis Cooper.

## Edizioni
- Tempo di regali. A piedi fino a Costantinopoli: da Hoek van Holland al Medio Danubio, traduzione di Giovanni Luciani, Collana Biblioteca n.537, Milano, Adelphi, 2009, ISBN 978-88-459-2356-2. - Collana gli Adelphi, Milano, 2017.